# 北海道道978号野花南芦別線

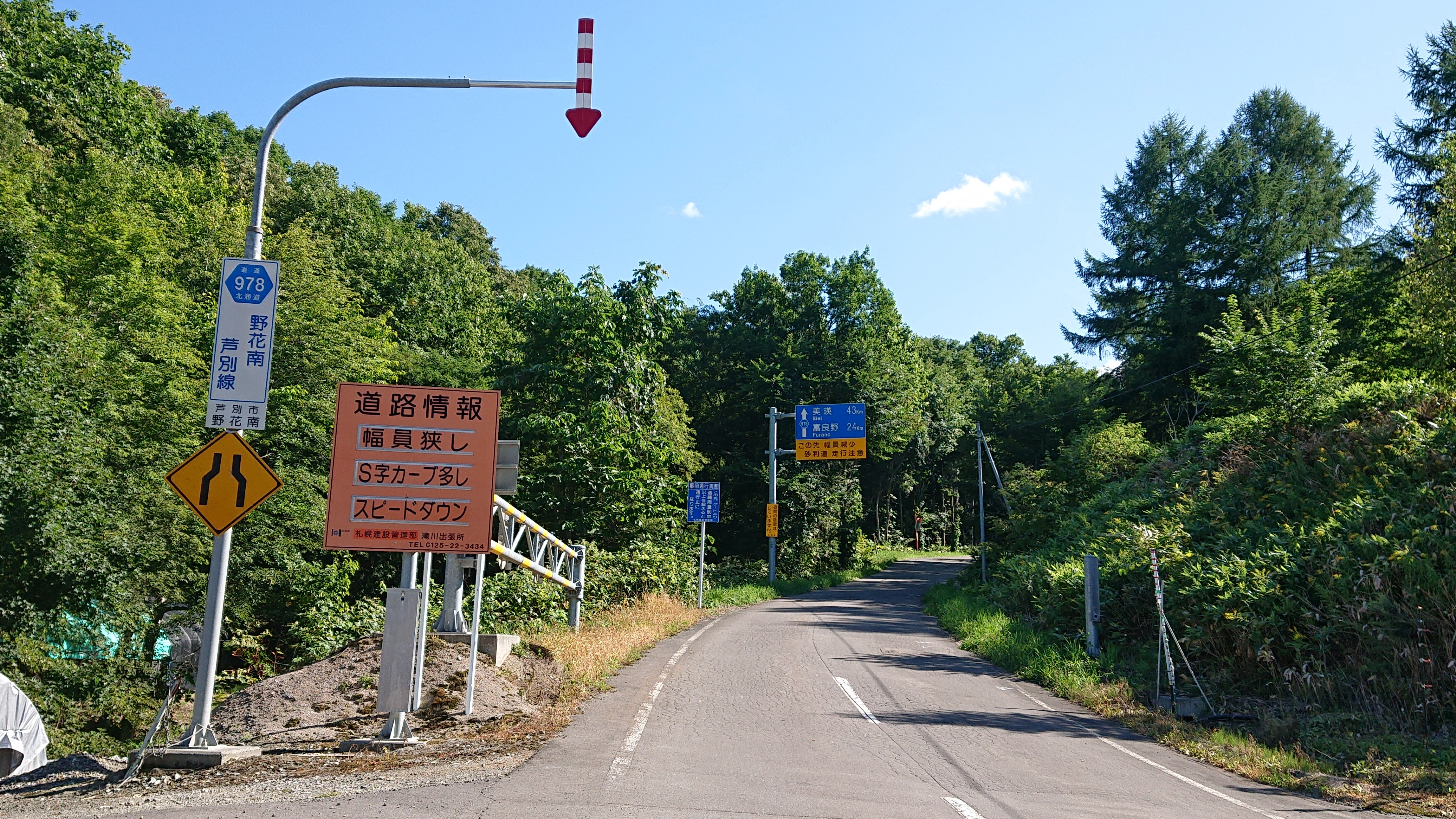
北海道道978号野花南芦別線（芦別市野花南）

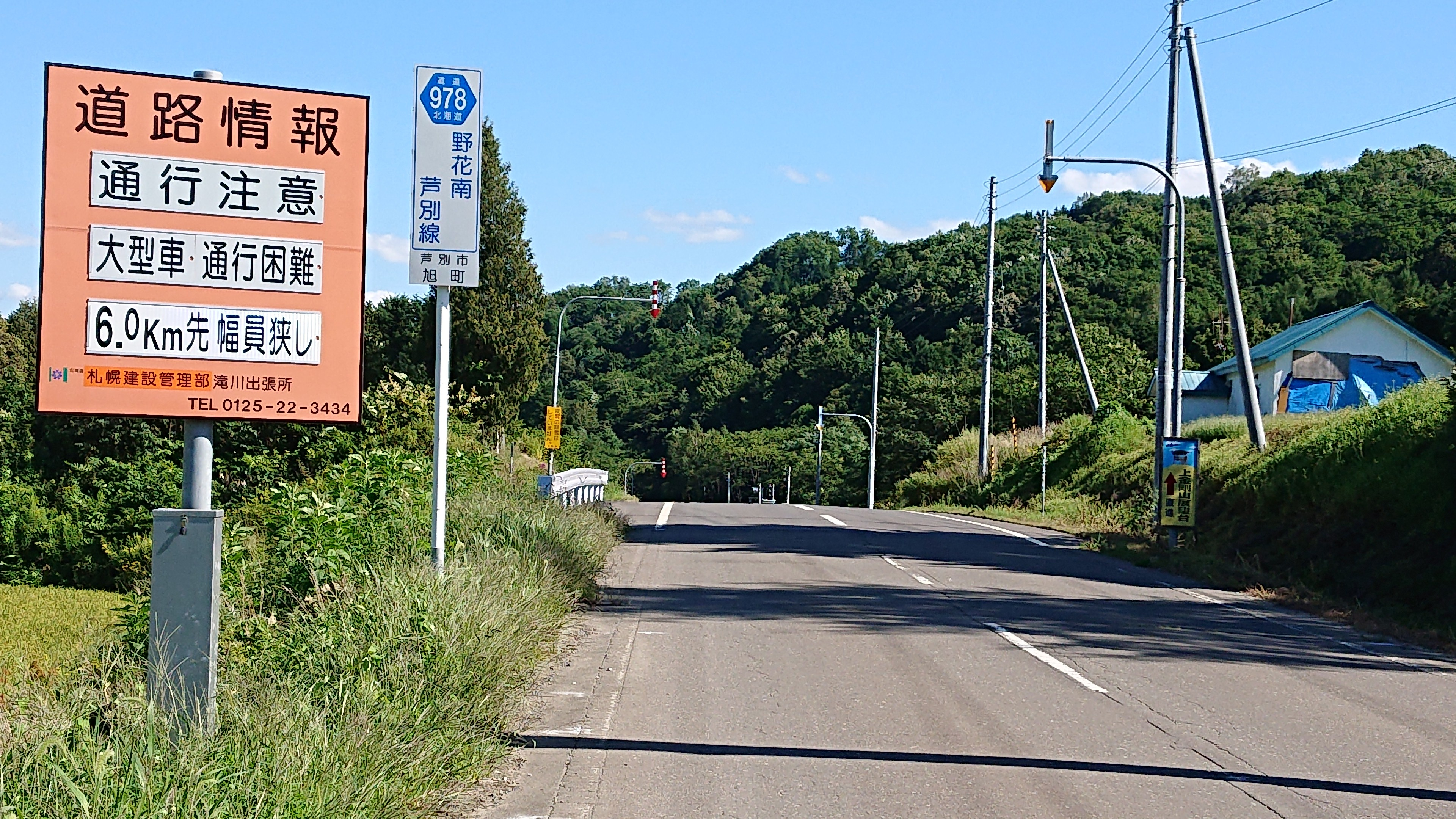
北海道道978号野花南芦別線（芦別市旭町）

北海道道978号野花南芦別線（ほっかいどうどう978ごう のかなんあしべつせん）は、北海道芦別市内を結ぶ一般道道（北海道道）である。

## 概要

### 路線データ
- 起点：北海道芦別市野花南町（北海道道70号芦別美瑛線交点）
- 終点：北海道芦別市旭町（国道452号交点）
- 路線延長：7.8km（総延長）

## 歴史
- 1980年（昭和55年）3月31日 路線認定[1]。

## 地理

### 通過する自治体
- 空知総合振興局
  - 芦別市

### 交差する道路
芦別市
- 北海道道70号芦別美瑛線 - 野花南町（起点）
- 国道452号 - 旭町（終点）